# Radegast (Stepenitz)

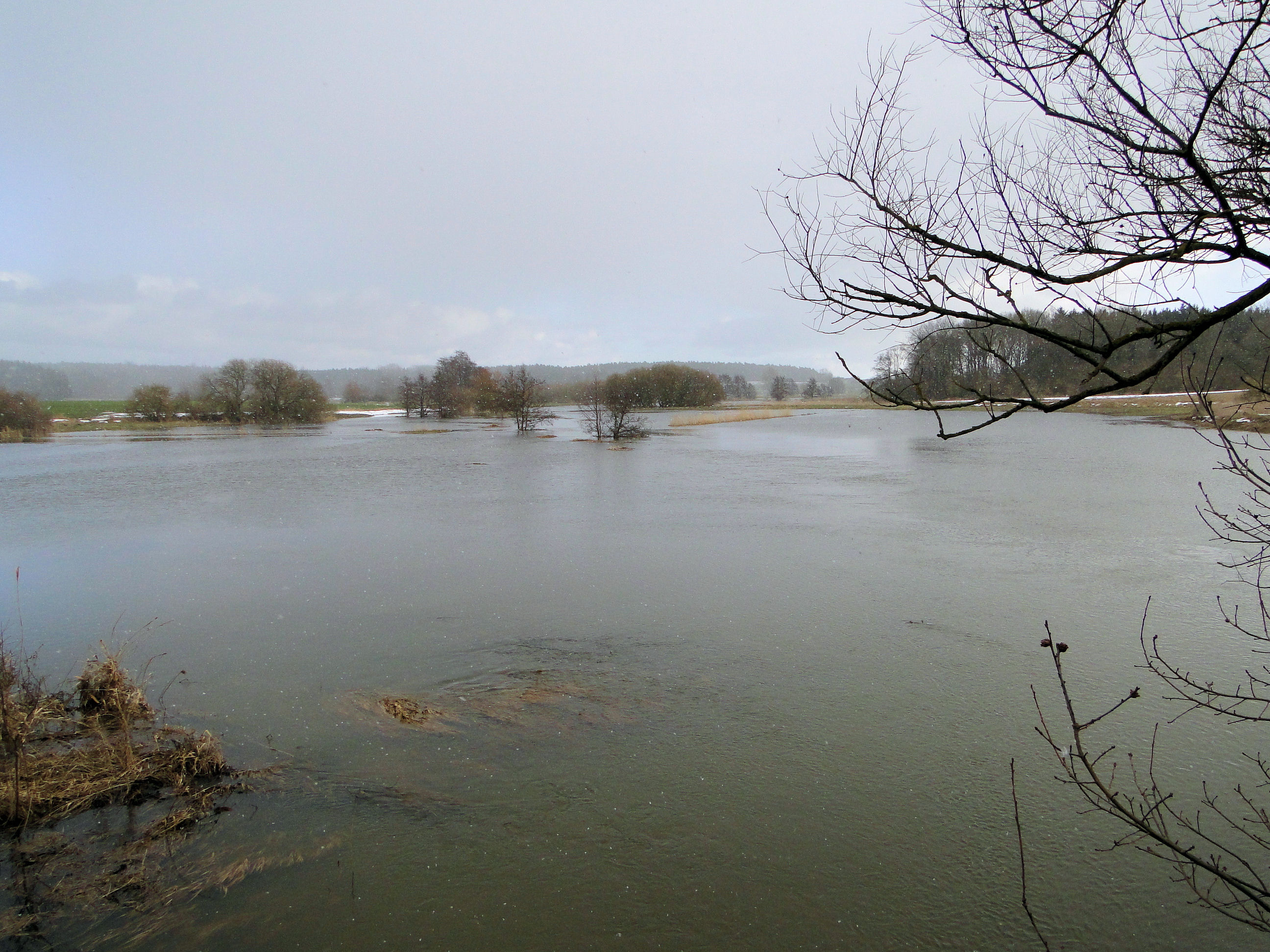
Hochwasser an der Radegast-Mündung in die Stepenitz bei Börzow im März 2010

Die Radegast ist ein linker Nebenfluss der Stepenitz. Sie entspringt in Mecklenburg-Vorpommern im Landkreis Nordwestmecklenburg, etwas südlich von Gadebusch in einem Feldgehölz. Bei der Radegastquelle handelt es sich um eine Kalktuff-Quelle. Das kalkreiche und klare Gewässer ist durch einen hohen Sauerstoffgehalt charakterisiert. Besiedelt werden diese Bereiche hauptsächlich von kalktuffbildenden Moosen des Verbandes Cratoneurion commutati. Ein weiterer Quellbach entspringt am nordöstlichen Ortsrand von Wakenstädt. 

## Beschreibung
Die Radegast hat eine Lauflänge von ca. 34 km. Das Gewässereinzugsgebiet der Radegast umfasst eine Fläche von ca. 190 km². Es reicht im Süden bis in den Bereich Krembz/Groß Salitz (Nebenlauf Ellerbäk), im Osten bis zum Vietlübber See (Nebenlauf Seegraben) und im Nordwesten bis Roduchelstorf.
Größter Nebenlauf ist die Tiene mit einem Teileinzugsgebiet von ca. 40 km². Bedeutende Zuflüsse sind der Bach aus Wakenstädt (zweiter Quellzufluss), die Ellerbäk, der Stresdorfer Bach, die Tiene, die Winkelbäk und der Cordshagener Bach. Neben den natürlichen Zuflüssen wird die Radegast durch eine Vielzahl von Quellen im Bereich des Talrandes sowie durch angeschlossene Gräben und Dränagen gespeist. 
Südlich der Straße nach Wakenstädt war bis 2006 ein längerer Abschnitt der Radegast verrohrt und die noch unverrohrten Abschnitte stark begradigt. Nach einem Renaturierungsprojekt wurde hier wieder ein natürlich mäandrierendes Bachbett geschaffen, so dass der gesamte Quellbereich wieder naturnah ausgebildet ist.
Bis zum Neddersee nördlich der Stadt Gadebusch ist die Radegast auch heute noch stark begradigt.  Nach Durchquerung des Neddersees fließt die Radegast recht stark mäandrierend in nördliche Richtung über Rehna nach Börzow, wo der Fluss in die Stepenitz mündet.

## Wasserscheide
Das Quellgebiet der Radegast liegt auf der Nordsee-Ostsee-Wasserscheide: Während die Radegast in nördlicher Richtung über die Stepenitz und die Trave zur Ostsee fließt, erreicht das Wasser der Schilde, die nur wenige Hundert Meter weiter (süd-)östlich entspringt, über die Schaale, Sude und Elbe die Nordsee.

## Naturschutz
Die Radegast ist als Naturschutzgebiet Radegasttal durch das Land Mecklenburg-Vorpommern ausgewiesen worden. Als FFH-Gebiet (Fauna-Flora-Habitat) gehört es zum europäischen Natura-2000-Netz.